# Zapasy na Letnich Igrzyskach Olimpijskich 1968 – kategoria do 63 kg w stylu klasycznym
Zmagania mężczyzn do 63 kg to jedna z ośmiu męskich konkurencji w zapasach w stylu klasycznym rozgrywanych podczas Letnich Igrzysk Olimpijskich 1968. Pojedynki w tej kategorii wagowej odbyły się w dniach 23 – 26 października.
Punktacja opierała się na systemie "złych punktów karnych". Zwycięzca otrzymywał zero punktów za wygraną przez "tusz" (łopatki) lub dyskwalifikację; pół punktu za przewagę techniczną, a jeden za zwycięstwo na punkty. Dwa punkty przyznawano za remis, a dwa i pół za remis i pasywność. Za porażkę na punkty zawodnik otrzymywał trzy punkty. Przegrana przez przewagę techniczną skutkowała 3,5 punktami karnymi, a za łopatki lub dyskwalifikację przyznawano 4 punkty karne. Uzyskanie sześciu lub więcej punktów eliminowało zapaśnika z turnieju. Najlepsza trójka walczyła w rundzie finałowej. 

## Klasyfikacja[1]
| Pozycja | Nazwisko                | Kraj              |
| ------- | ----------------------- | ----------------- |
| 1       | Roman Rurua             | ZSRR              |
| 2       | Hideo Fujimoto          | Japonia           |
| 3       | Simion Popescu          | Rumunia           |
| 4       | Dimityr Galinczew       | Bułgaria          |
| 5       | Metin Alakoç            | Turcja            |
| 6       | Martti Laakso           | Finlandia         |
| 7       | Jim Hazewinkel          | Stany Zjednoczone |
| 8       | Lothar Schneider        | NRD               |
| 9       | Kim Ik-jong             | Korea Południowa  |
| 10      | Sreten Damjanović       | Jugosławia        |
| 11      | Léonard Dutz            | Belgia            |
| 11      | Seyed Hossein Moareb    | Iran              |
| 11      | Jiří Švec               | Czechosłowacja    |
| 14      | Nikolaos Lazarou        | Grecja            |
| 15      | Ponciano Contreras      | Meksyk            |
| 16      | Jahja Muhammad Hasanajn | Egipt             |
| 16      | Tadeusz Godyń           | Polska            |
| 16      | József Rusznyák         | Węgry             |
| 19      | José Luis García        | Gwatemala         |
| 19      | Rahhal Mahasin          | Maroko            |
| 19      | Adriano Morais          | Portugalia        |
| 19      | Tortillano Tumasis      | Filipiny          |
| 23      | Ismail Al-Karaghouli    | Irak              |

## Wyniki

### Pierwsza runda[2]
| Zwycięzca            | Punkty karne | Wynik           | Przegrany               | Punkty karne |
| -------------------- | ------------ | --------------- | ----------------------- | ------------ |
| Jiří Švec            | 0            | Łopatki         | José Luis García        | 4            |
| Nikolaos Lazarou     | 1            | Na punkty       | Tadeusz Godyń           | 3            |
| Metin Alakoç         | 0            | Dyskwalifikacja | Adriano Morais          | 4            |
| Seyed Hossein Moareb | 0            | Łopatki         | Jahja Muhammad Hasanajn | 4            |
| Dimityr Galinczew    | 0            | Dyskwalifikacja | Rahhal Mahasin          | 4            |
| Kim Ik-jong          | 2,5          | Remis           | Sreten Damjanović       | 2,5          |
| Jim Hazewinkel       | 1            | Na punkty       | József Rusznyák         | 3            |
| Roman Rurua          | 0            | Łopatki         | Ismail Al-Karaghouli    | 4            |
| Simion Popescu       | 0,5          | Przewaga        | Ponciano Contreras      | 3,5          |
| Martti Laakso        | 2            | Na punkty       | Lothar Schneider        | 2            |
| Léonard Dutz         | 0            | Łopatki         | Tortillano Tumasis      | 4            |
| Hideo Fujimoto       | 0            | Bez walki       |                         |              |

### Druga runda[3]
| Zwycięzca            | Punkty karne | Wynik           | Przegrany               | Punkty karne |
| -------------------- | ------------ | --------------- | ----------------------- | ------------ |
| Hideo Fujimoto       | 0            | Łopatki         | José Luis García        | 8            |
| Jiří Švec            | 4            | DQ obustronna   | Nikolaos Lazarou        | 5            |
| Tadeusz Godyń        | 7            | DQ obustronna   | Adriano Morais          | 8            |
| Metin Alakoç         | 1            | Na punkty       | Seyed Hossein Moareb    | 3            |
| Dimityr Galinczew    | 1            | Na punkty       | Jahja Muhammad Hasanajn | 7            |
| Kim Ik-jong          | 2,5          | Dyskwalifikacja | Rahhal Mahasin          | 8            |
| Sreten Damjanović    | 2,5          | Łopatki         | József Rusznyák         | 7            |
| Roman Rurua          | 0            | Łopatki         | Jim Hazewinkel          | 5            |
| Martti Laakso        | 3            | Na punkty       | Ponciano Contreras      | 6,5          |
| Simion Popescu       | 0,5          | Łopatki         | Tortillano Tumasis      | 8            |
| Lothar Schneider     | 3            | Na punkty       | Léonard Dutz            | 3            |
| Ismail Al-Karaghouli | 4            | Wycofał się     |                         |              |

### Trzecia runda[4]
| Zwycięzca         | Punkty karne | Wynik           | Przegrany            | Punkty karne |
| ----------------- | ------------ | --------------- | -------------------- | ------------ |
| Hideo Fujimoto    | 1            | Na punkty       | Jiří Švec            | 7            |
| Metin Alakoç      | 1            | Dyskwalifikacja | Nikolaos Lazarou     | 9            |
| Dimityr Galinczew | 1            | Łopatki         | Seyed Hossein Moareb | 7            |
| Jim Hazewinkel    | 5,5          | Przewaga        | Kim Ik-jong          | 6            |
| Roman Rurua       | 0            | Łopatki         | Sreten Damjanović    | 6,5          |
| Simion Popescu    | 2,5          | Remis           | Lothar Schneider     | 5            |
| Martti Laakso     | 3            | Dyskwalifikacja | Léonard Dutz         | 7            |

### Czwarta runda[5]
| Zwycięzca         | Punkty karne | Wynik     | Przegrany        | Punkty karne |
| ----------------- | ------------ | --------- | ---------------- | ------------ |
| Hideo Fujimoto    | 3            | Remis     | Metin Alakoç     | 3            |
| Dimityr Galinczew | 2            | Na punkty | Jim Hazewinkel   | 8,5          |
| Roman Rurua       | 0            | Łopatki   | Lothar Schneider | 9            |
| Simion Popescu    | 3,5          | Na punkty | Martti Laakso    | 6            |

### Piąta runda[6]
| Zwycięzca      | Punkty karne | Wynik     | Przegrany         | Punkty karne |
| -------------- | ------------ | --------- | ----------------- | ------------ |
| Hideo Fujimoto | 4            | Na punkty | Dimityr Galinczew | 5            |
| Roman Rurua    | 1            | Na punkty | Metin Alakoç      | 6            |
| Simion Popescu | 3,5          | Bez walki |                   |              |

### Szósta runda[7]
| Zwycięzca      | Punkty karne | Wynik     | Przegrany         | Punkty karne |
| -------------- | ------------ | --------- | ----------------- | ------------ |
| Hideo Fujimoto | 5            | Na punkty | Simion Popescu    | 6,5          |
| Roman Rurua    | 2            | Na punkty | Dimityr Galinczew | 8            |

### Runda finałowa[8]
| Zwycięzca   | Punkty karne | Wynik | Przegrany      | Punkty karne |
| ----------- | ------------ | ----- | -------------- | ------------ |
| Roman Rurua | 4            | Remis | Hideo Fujimoto | 7            |